# Tjeu van den Berk
Matheus Franciscus Maria (Tjeu) van den Berk (1938) is een Nederlands theoloog. Centraal in zijn werk staan het 'numineuze', het heilige, de mystiek, inwijding, symbolisme, het onbewuste en de relatie tussen religie, kunst en dieptepsychologie.

## Biografie
Van den Berk studeerde theologie in Rome, Lyon en Nijmegen. Al in zijn studietijd werd hem duidelijk dat zijn wereldbeeld overeenkwam met dat van Rudolf Otto. Dit blijkt ook uit de boeken Het Heilige van Otto en Het numineuze van Van den Berk. Hij promoveerde op een proefschrift over de Duitse protestants-lutherse theoloog en predikant Dietrich Bonhoeffer. Hij was als universitair docent verbonden aan de Katholieke Theologische Universiteit Utrecht. Hij was bestuurslid van de C.G. Jung Vereniging Nederland.